# 施洛斯伯克尔海姆
施洛斯伯克尔海姆是德国莱茵兰-普法尔茨州的一个市镇。总面积4.76平方公里，总人口390人，其中男性202人，女性188人（2011年12月31日），人口密度82人/平方公里。